# José Ignacio Díaz-Granados Morales
José Ignacio Díaz Granados Morales fue un político colombiano; nacido en Santa Marta el 17 de diciembre de 1830 (en la misma ciudad y el mismo día de la muerte del Libertador Simón Bolívar) y falleció allí mismo el 9 de noviembre de 1888. Se destacó como Presidente del Estado Soberano del Magdalena.

## Biografía
Durante su nacimiento muere su madre, quien no alcanzó a tener atención médica oportuna por parte del galeno de la ciudad Monsieur Prospero Reverand, quien atendía ese día al Libertador en sus últimos momentos. José Ignacio se educó en el exterior, donde creció su interés por la política del país. A su regreso a Colombia logró una curul como diputado en la Asamblea del Estado del Magdalena y luego como senador hasta llegar a ser Presidente del Senado. 
Durante los años de 1873 a 1885 fue Presidente del Estado Soberano del Magdalena. En el año de 1875 el Congreso Nacional lo eligió por unanimidad Primer Designado a la Presidencia de Colombia, siendo Presidente el General Aquileo Parra.
Como senador plenipotenciario fue el primero en presentar el Proyecto de Ley mediante el cual se ordenaba la construcción de la línea del ferrocarril Santa Marta - El Banco, que posteriormente llegaría hasta la ciudad de Bogotá, convirtiendo al Puerto de Santa Marta en el único del Caribe Colombiano con conexión directa a la capital de la república. Fue el primer gobernante del país en crear becas de estudio en la Universidad Nacional para adjudicárselas a los jóvenes más estudiosos que no poseían suficientes recursos para estudios superiores.

## Familia
Entre sus descendientes, con el apellido Díaz Granados, se encuentran el expresidente del Senado, exministro de Salud Pública y exgobernador del Magdalena José Ignacio Díaz Granados Alzamora, el excongresista y Ministro de Industria, Comercio y Turismo Sergio Díaz Granados, el alcalde de Santa Marta Juan Pablo Díaz Granados Pinedo y el periodista samario Polo Díaz Granados Cruz.
- Datos: Q5940489